# Тирма
Ти́рма (рос. Тырма) — селище у складі Верхньобуреїнського району Хабаровського краю, Росія. Адміністративний центр Тирминського сільського поселення.

## Населення
Населення — 1933 особи (2010; 2519 у 2002).